# Maisoncelle-Tuilerie
Maisoncelle-Tuilerie ist eine französische Gemeinde mit 287 Einwohnern (Stand 1. Januar 2022) im Département Oise in der Region Hauts-de-France. Die Gemeinde liegt im Arrondissement Clermont und ist Teil der Communauté de communes de l’Oise Picarde und des Kantons Saint-Just-en-Chaussée.

## Geographie
Die von der Autoroute A16 im Westen berührte Gemeinde liegt vier Kilometer nördlich von Froissy auf dem Plateau Picard unweit eines Abschnitts der früheren Chaussée Brunehaut, deren Verlauf teilweise die westliche Gemeindegrenze bildet.

## Einwohner
| 1962 | 1968 | 1975 | 1982 | 1990 | 1999 | 2006 | 2011 |
| ---- | ---- | ---- | ---- | ---- | ---- | ---- | ---- |
| 236  | 209  | 164  | 183  | 220  | 248  | 314  | 312  |

## Verwaltung
Bürgermeister (maire) ist seit 2008 Gérard Levoir.

## Sehenswürdigkeiten
- Kirche Saint-Claude-Saint-Charles, ein Ziegelbau aus dem Jahr 1688, das Langhaus aus dem Jahr 1740

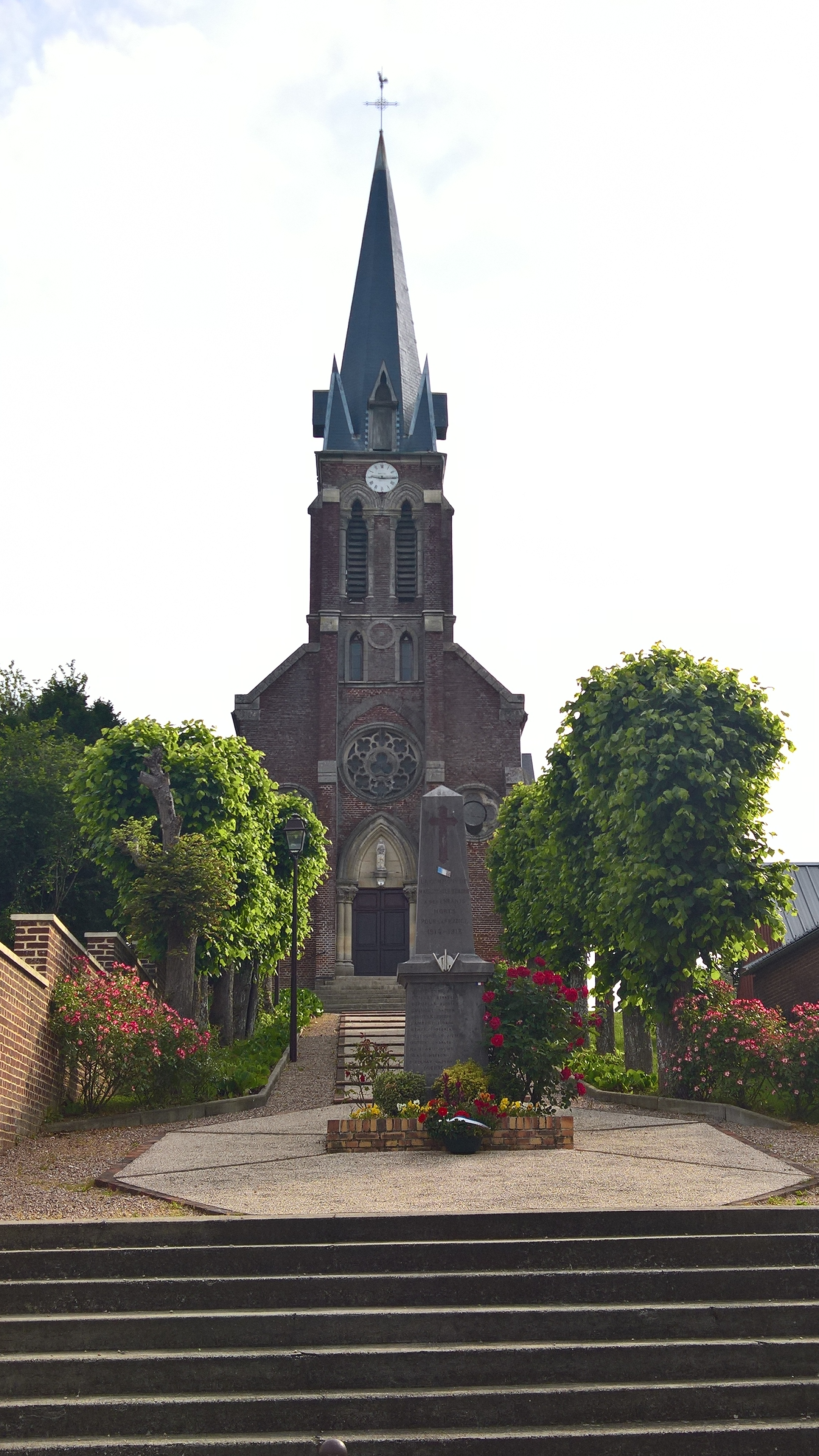
Kirche Saint-Claude-Saint-Charles
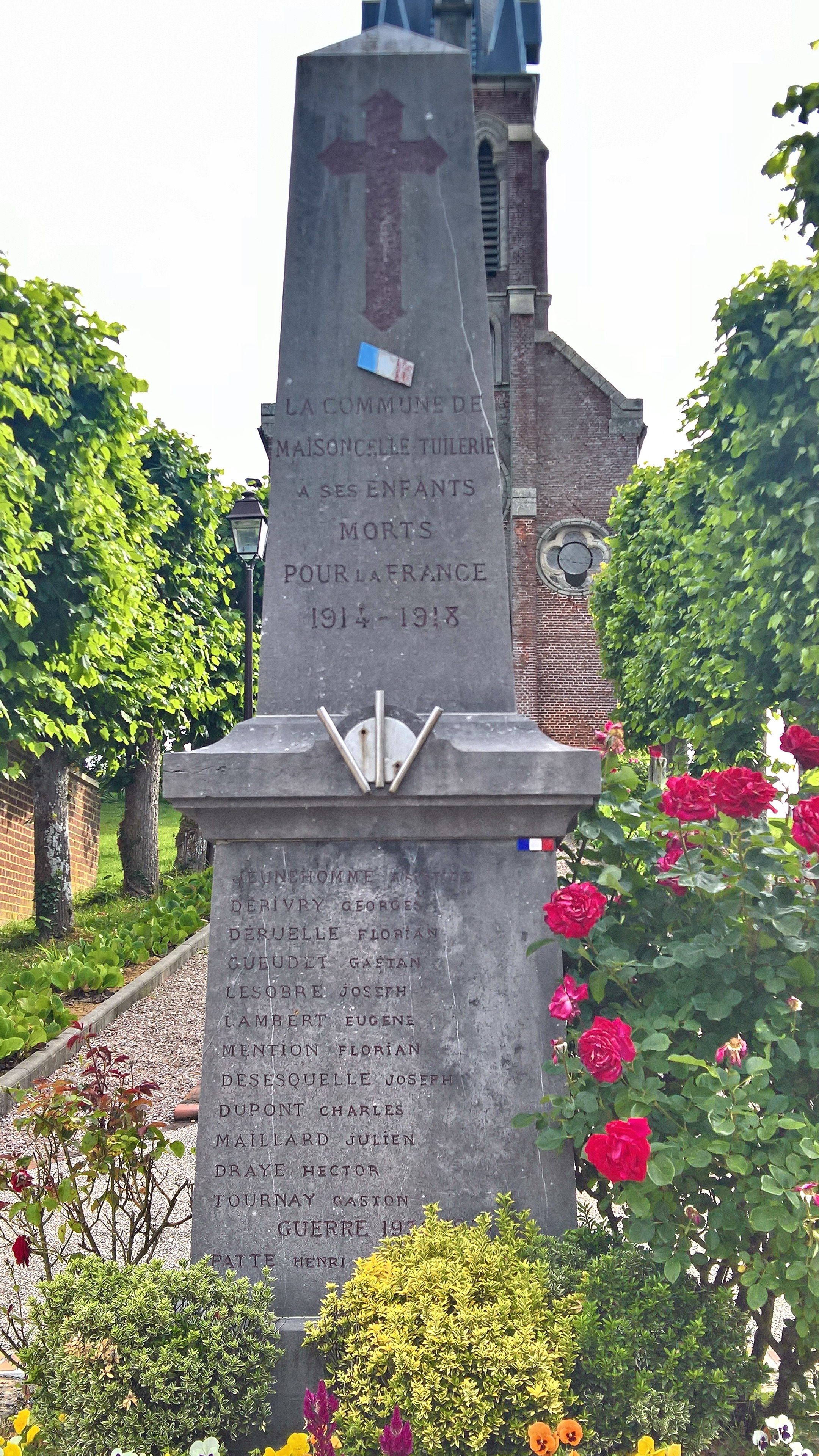
Gefallenendenkmal
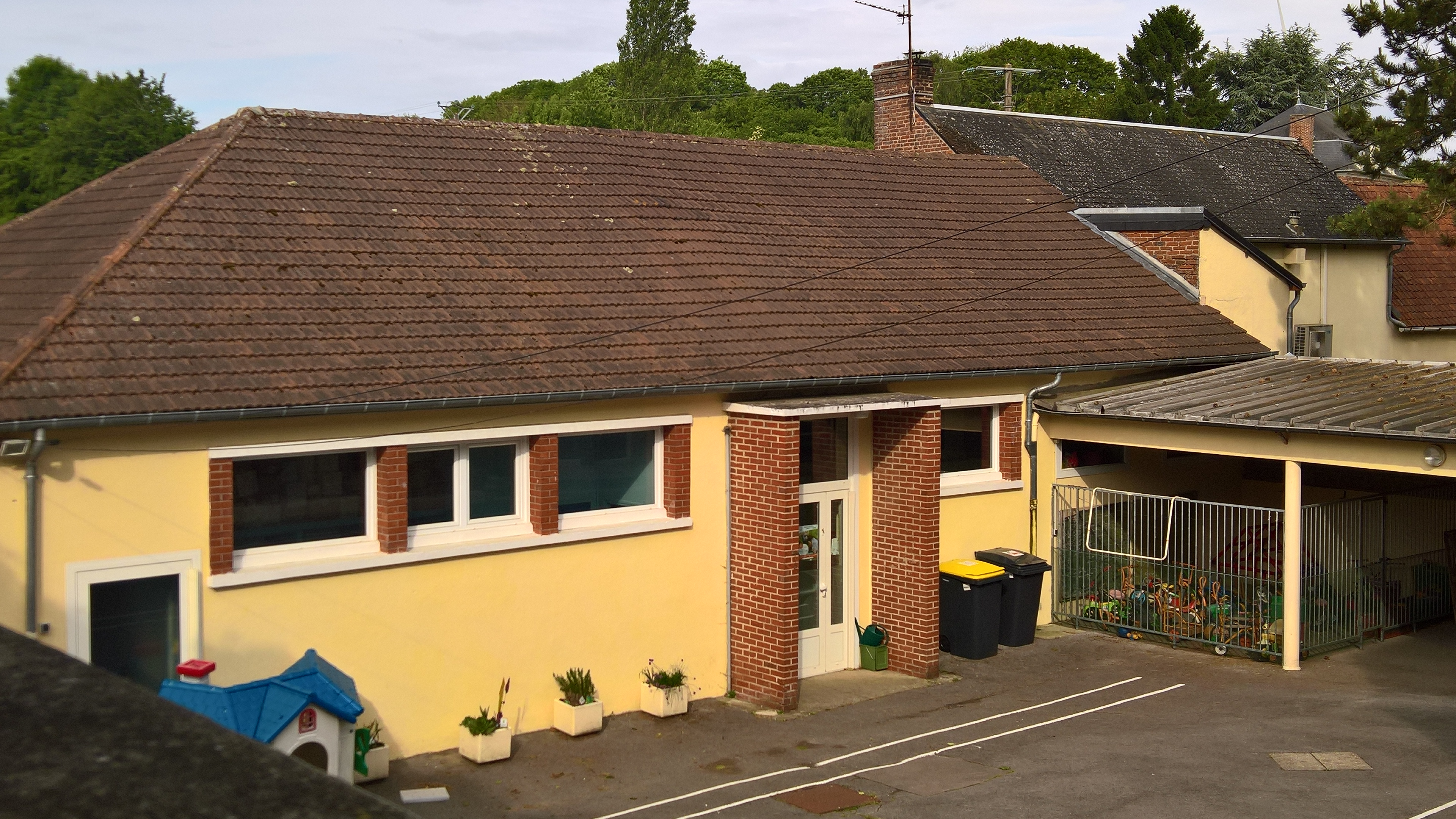
Schule in Maisoncelle-Tuilerie
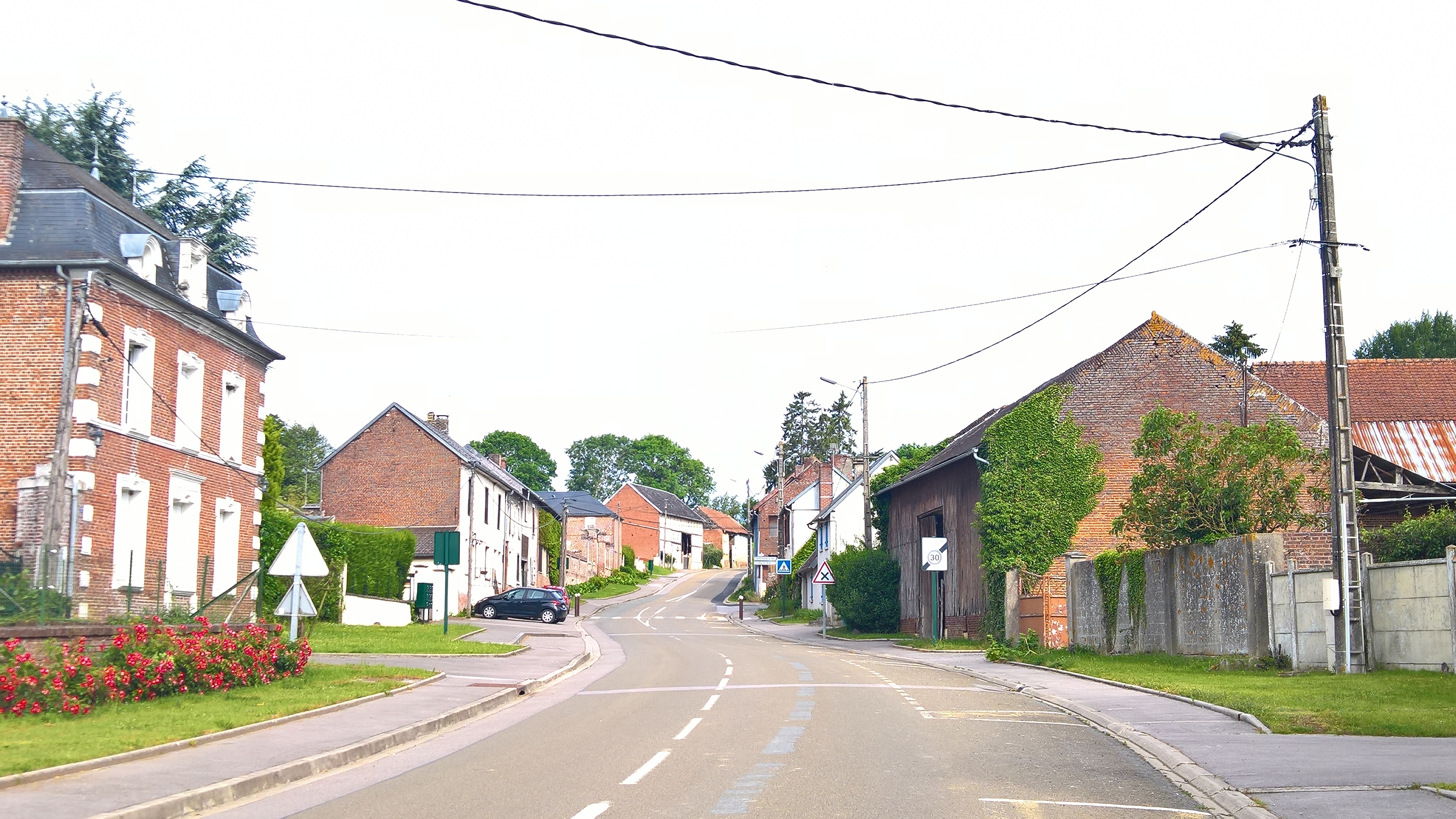
Ortsansicht